# Serra de Santa Bárbara

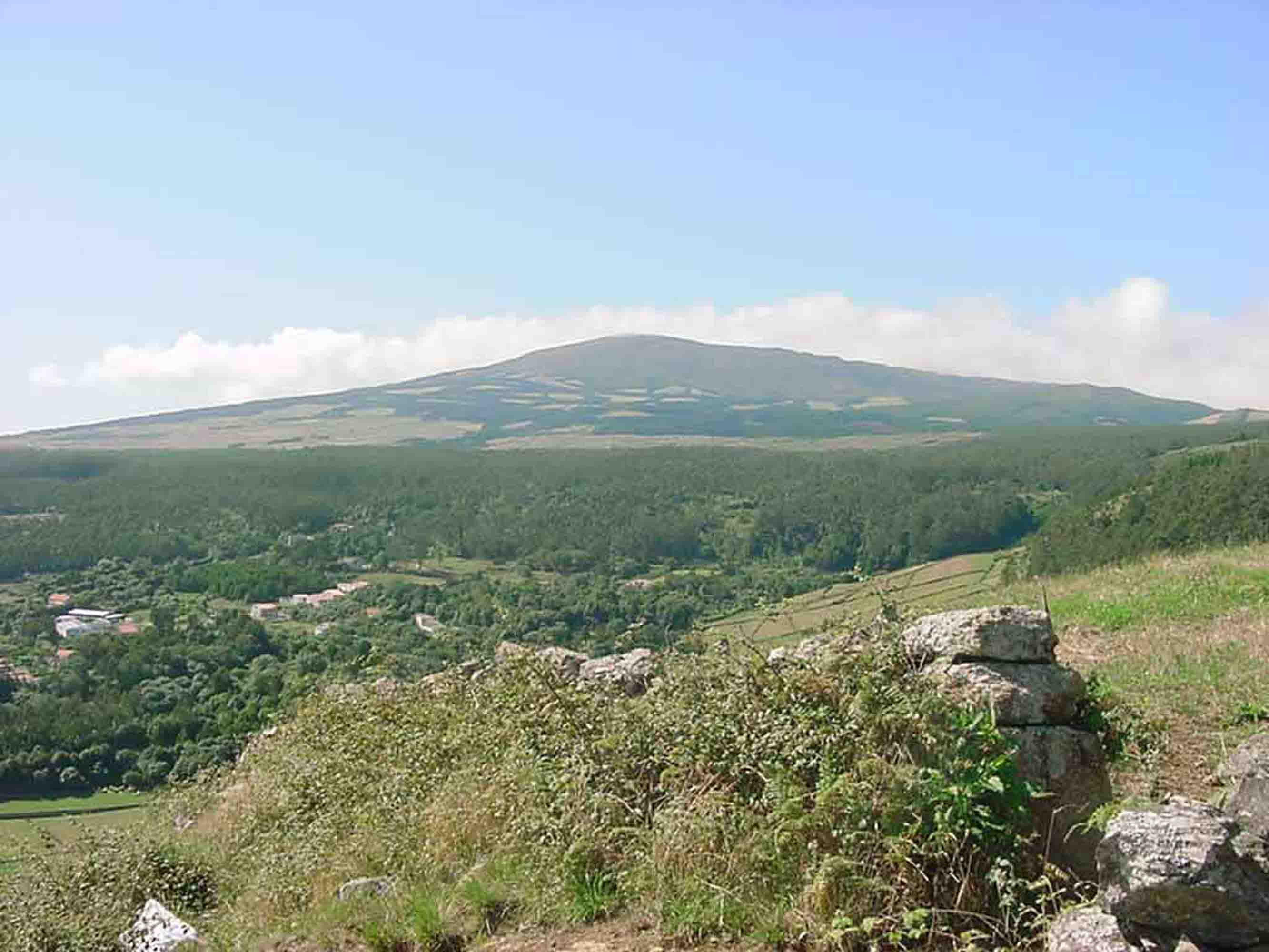
Serra de Santa Bárbara, vista do miradouro das Veredas.

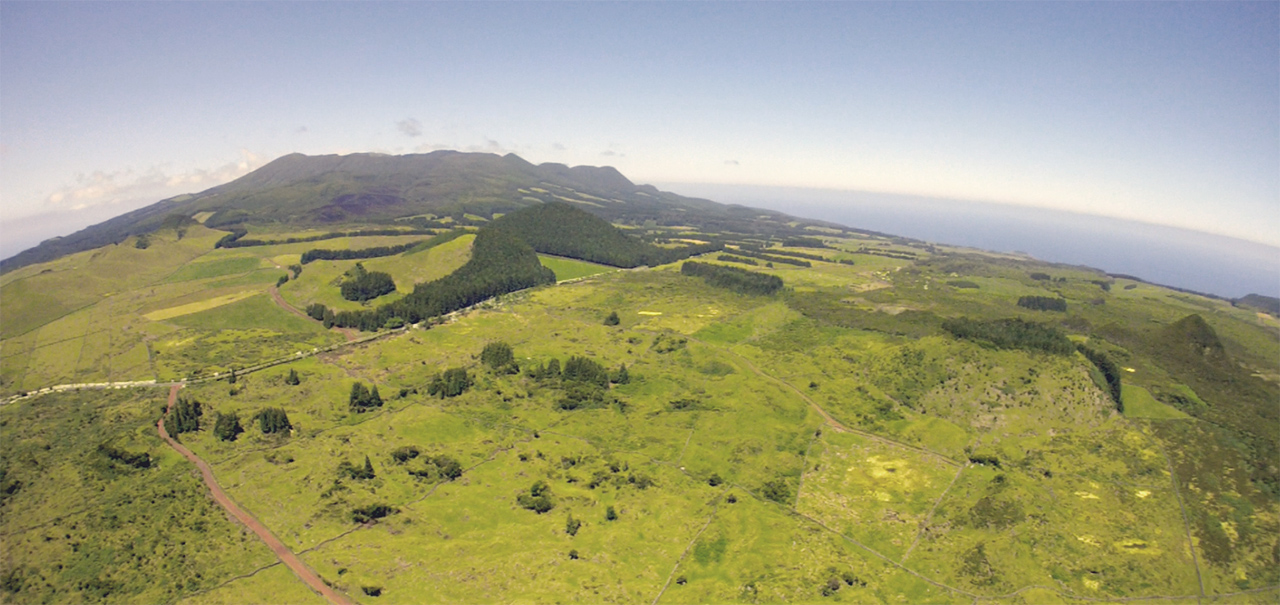
Fotografia aérea da Serra de Santa Bárbara, Ilha Terceira - Açores. A Serra de Santa Bárbara, assim como a zona dos Mistérios Negros, estão inseridas na Zona de Especial Conservação - Serra Santa Bárbara e Pico Alto - PTTER0017 - Rede Natura 2000.

A Serra de Santa Bárbara (ou Vulcão de Santa Bárbara) é um grande estratovulcão poligenético ativo, com uma dupla caldeira parcialmente preenchida por numerosos domos e coulées. Constitui o terço ocidental da ilha Terceira, no arquipélago dos Açores, e nos últimos 20 000 anos estão identificadas naquele vulcão pelo menos 30 erupções, com eventos basálticos e traquíticos. O vulcão está implantado no rifte da Terceira, uma estrutura tectónica complexa que forma o bordo nordeste da plataforma dos Açores. O cume da montanha, que se eleva a partir de fundos oceânicos com mais de 2 000 m de profundidade, atinge os 1 021 m de altitude acima do nível médio do mar e constitui o ponto mais alto da ilha. A montanha recebeu o nome da povoação situada no seu flanco sul, Santa Bárbara, parte do município de Angra do Heroísmo. Para além de diversas crises sismo-vulcânicas com intensidade variável, nos últimos 500 anos o sistema vulcânico de Santa Bárbara teve duas erupções no mar, frente à costa da Serreta em 1867 e 1998-2000, e uma erupção em terra, a erupção dos Picos Gordos (Altares e Biscoitos) em abril de 1761.

## Descrição
A ilha Terceira, tal como as outras ilhas do arquipélago dos Açores, é um complexo edifício vulcano-tectónico, resultado de várias fases eruptivas, instalado numa vasta plataforma submarina de crosta oceânica engrossada, e por isso de profundidade reduzida em relação às áreas oceânicas vizinhas, designada por Plataforma dos Açores, ou Microplaca dos Açores. A ilha encontra-se instalada no borda nor-nordeste daquela plataforma, integrado numa longa estrutura tectónica, o rifte da Terceira, que liga o extremo ocidental da falha GLORIA, a sueste da ilha de Santa Maria, à Dorsal Média do Atlântico, a oes-noroeste da ilha Graciosa. A ilha é constituída por quatro grandes edifícios vulcânicos poligenéticos do tipo central (Cinco Picos, Guilherme Moniz, Pico Alto e Santa Bárbara) e um sistema fissural basáltico. Do vulcão dos Cinco Picos, o mais antigo grande vulcão da Terceira (com ± 3 milhões de anos) e extinto, restam a Serra do Cume e a Serra da Ribeirinha, escombros da maior caldeira de colapso (abatimento) dos Açores, a Caldeira dos Cinco Picos, gerada há menos de 100 mil anos.
No processo de construção da ilha seguiu-se o vulcão de Guilherme Moniz, a poente do vulcão dos Cinco Picos, também extinto, do qual resta a Caldeira de Guilherme Moniz e a Serra do Morião, posteriormente invadida por materiais vulcânicos de episódios mais recentes, já que sobre o seu bordo norte se instalou posteriormente o Vulcão do Pico Alto (potencialmente ativo, pelo menos desde há cerca de 100 mil anos). Por fim, surgiu o Vulcão de Santa Bárbara (há cerca de 1 milhão de anos), inicialmente um vulcão submarino a oeste da proto-Terceira, que formou uma ilha que acabou por se unir a esta, em boa parte através do contributo das poderosas erupções fissurais de basaltos muito fluidos que ocorreram ao longo do troço do rifte da Terceira que para leste liga o Vulcão de Santa Bárbara ao resto da ilha. Há algumas dezenas de milhar de anos reativou-se uma estrutura vulcânica, alongada, o Sistema Vulcânico Fissural da Terceira, que se desenvolve ao longo do eixo do rifte da Terceira, desde a da Serreta, no extremo W da ilha, até ao Porto Judeu-Fonte do Bastardo, no sueste da ilha, intersectando o interior da Caldeira de Guilherme Moniz, o sul de Maciço do Pico Alto e o troço central da Caldeira dos Cinco Picos.
Dos vulcões da ilha Terceira, o vulcão de Santa Bárbara é aquele que apresenta maior diversidade geológica. Depois da fase submarina, prosseguiu com uma fase subaérea essencialmente basáltica, evoluindo ao longo dos milénios para um vulcanismo mais ácido, na forma de domos lávicos e de espessas escoadas traquíticas (coulées), e para episódios plinianos e subplinianos com projeção de pedra-pomes e de algumas pequenas massas de ignimbritos. Também estão presentes algumas escoadas e as projeções de obsidiana. O resultado foi a formação de um grande estratovulcão poligenético, que sensivelmente há 1 milhão de anos, deu origem ao maciço ocidental da ilha Terceira. O vulcão também evoluiu no sentido de no topo se instalarem caldeiras de colapso, temporalmente faseadas, a mais antiga das quais terá cerca de 25 000 a 29 000 anos e a mais recente terá surgido há 18 000 anos. 

### Geomorfologia e história eruptiva
O Vulcão de Santa Bárbara é o mais ocidental de quatro grandes vulcões poligenéticos do tipo central que formam a ilha Terceira e o mais geodiversificado de todos os grandes vulcões terceirenses. O aparelho vulcânico é um grande estratovulcão, com 12 a 14 km de diâmetro ao nível do mar, que se eleva até à altitude de 1021 m acima do nível médio do mar. A história eruptiva do Vulcão Santa Bárbara indica uma evolução a partir de um vulcão em escudo para um edifício cónico de carácter mais explosivo.
A forma, em tronco de cone, resulta do colapso da porção superior que truncou o topo do edifício. O colapso deve ter ocorrido em mais do que um episódio, conforme se pode deduzir da forma irregular da depressão da caldeira e pela existência de várias fraturas de colapso embutidas ou coalescentes.
No topo deste edifício vulcânico formou-se uma dupla caldeira de colapso, formada por dois episódios de colapso principais, o primeiro dos quais terá ocorrido há cerca de 25 000 a 29 000 anos e o segundo há cerca de 10 000 a 18 000 anos. As duas caldeiras são aproximadamente concêntricas. A caldeira associada ao primeiro episódio, alongada no sentido este-oeste e com uma profundidade máxima de cerca de 200 metros, apresenta um diâmetro máximo de 3 km, entre o vértice geodésico de Serra Alta das Doze e o bordo leste da depressão, e um diâmetro mínimo de 2 km. A depressão central, a caldeira mais recente, associada ao segundo episódio, mais profunda, cujas vertentes chegam aos 170 metros de altura, está encaixada na depressão primitiva e parcialmente preenchida por domos traquíticos, e não ultrapassa 1 750 m de diâmetro maior. O fundo da caldeira encontra-se a altitudes em torno dos 820 m, apresentando uma profundidade em relação ao bordo externo que varia entre os 80 e os 180 m. Posteriormente esta caldeira foi palco de diversas erupções que causaram o seu preenchimento parcial, sendo que o interior da caldeira interna se encontra quase totalmente preenchido por seis domos lávicos e espessas coulées de natureza traquítica e traquibasáltica, posteriores ao último episódio de colapso e alinhados sobre falhas com orientação WNW-ESE. No interior da caldeira existem extensas turfeiras e, na parte oeste, algumas lagoas de pequenas dimensões (entre as quais a Lagoa Negra).
Os flancos e terrenos em torno do Vulcão de Santa Bárbara estão cobertos por depósitos de pedra pomes, com espessuras variáveis, e albergam quase uma centena de centros eruptivos localizados na caldeira e nas suas vertentes N, NW e E, definindo alinhamentos de domos e coulées de orientação geral WNW-ESE e NW-SE, e alguns cones de escórias dispersos. Entre estes contam-se centros eruptivos basálticos, geralmente cones de bagacina, para além de alinhamentos de grandes domos traquíticos (com destaque para o Pico Rachado), totalizando cerca de 85 domos e coulées (espessas escoadas lávicas) de natureza traquítica, que definem importantes alinhamentos vulcano-tectónicos, quase todos alinhados com o rifte da Terceira.
No conjunto do edifício vulcânico estão identificadas pelo menos 30 erupções ocorridas nos últimos 20 000 anos, variando entre basálticas e traquíticas, correspondendo a mais recente à erupção histórica de 1761, localizada na vertente leste, durante a qual se formaram 8 pequenos domos traquíticos e coulées, denominados Mistérios Negros.
As datações de radiocarbono indicam idades de 3 100 a mais de 6 000 anos para os depósitos de pedra pomes, enquanto que uma parte dos domos e derrames associados é mais recente que aqueles depósitos. A pedra pomes mais moderna cobre parcialmente a fractura que limita externamente a caldeira, indicando que o episódio de colapso (incompleto) que gerou a estrutura é anterior à erupção pliniana que originou aqueles depósitos.
Os flancos deste vulcão mostram-se profundamente ravinados, com uma rede de cursos de água do tipo centrífuga, implantada principalmente nos flancos N, S e W. Os numerosos cones vulcânicos secundários deste estratovulcão estão dispostos radialmente, em boa parte alinhados sobre acidentes tectónicos de orientação geral NW-SE. Entre os cones de escórias associados contam-se o Pico das Faias, o Pico do Teles, o Pico Negro, o Pico das Dez, o Pico Catarina Vieira e o Pico dos Padres. No extremo nordeste da formação situa-se o Pico Matias Simão, um cone de salpicos (spatter) de grande interesse geológico. Entre os domos traquíticos destaca-se o Pico da Serreta e, definindo alinhamentos, por exemplo, o Pico Negrão, Pico da Lagoinha, o Pico Rachado e o Pico da Lomba. O complexo de domos traquíticos e coulées mais extenso é o Biscoito da Fajã, que atingiu o mar no extremo oeste da ilha dando origem a um delta lávico que formou a Ponta da Serreta (ou Ponta do Queimado), uma espessa estrutura traquítica com grandes troços exibindo disjunção prismática.
O cume situa-se na margem sul da Caldeira de Santa Bárbara, que tem aproximadamente um quilómetro de largura, com dois picos mais pequenos no centro da caldeira.
A última erupção terrestre do vulcão de Santa Bárbara ocorreu em abril de 1761, evento que ficou conhecido como o vulcão dos Picos Gordos, na vertente leste, durante a qual se formaram 8 pequenos domos traquíticos e coulées, denominados Mistérios Negros, e uma longa escoada de lava basáltica, de origem fissural, que se estendeu até aos Biscoitos. Após essa erupção já ocorreram duas erupções submarinas no flanco oeste do vulcão, junto à costa da Serreta, a erupção submarina de 1867, e nova erupção na mesma zona que se prolongou de 1998 a 2000.
Na vertente sul do Vulcão de Santa Bárbara estão identificadas algumas áreas geotérmicas e na costa da Serreta e Raminho existem águas mineromedicinais de valor terapêutico (as águas azedas), com destaque para a Água Azeda da Serreta. O terramoto de 1 de janeiro de 1980 causou o soterramento das nascentes de maré da Serreta e Raminho, impossibilitando o seu tradicional aproveitamento.
As escoadas e as projeções de obsidianas incluem-se entre os materiais vulcânicos mais espetaculares do arquipélago, fazendo do Vulcão de Santa Bárbara uma das paisagens vulcânicas de maior interesse geoturístico e cultural dos Açores.
A elevada sismicidade, as erupções submarinas de 1867 e de 1998-2000 e a frescura dos acidentes tectónicos inserem Santa Bárbara na série dos vulcões potencialmente ativos dos Açores, com elevado risco de erupção.

### Conservação da natureza
Desde o mar até ao interior da caldeira, este vulcão suporta grandes variedade de ecossistemas naturais. A orografia, e os elevados níveis de humidade do ar e dos solos, fazem com que o Maciço de Santa Bárbara seja repositório de muitas espécies e comunidades naturais, cuja existência e habitats importa salvaguardar. As encostas superiores e o fundo da caldeira estão cobertos por florestas nativas, incluindo grandes trechos de floresta de nuvens. Em consequência, parte muito significativa do maciço está classificada como área destinada à conservação da natureza, constituindo a Reserva Natural da Serra de Santa Bárbara e dos Mistérios Negros, parte do Parque Natural da Terceira. A sua caldeira inscreve-se uma área classificada de 1 587 hectares, inserida na ZEC - Serra Santa Bárbara e Pico Alto (PTTER0017) da Rede Natura 2000, classificada como reserva natural integral. A área também está classificada como geossítio prioritário do Geoparque Açores, uma estrutura integrada no Geoparque Mundial da UNESCO.
Nesta área protegida, é possível observar a paisagem natural da floresta de nuvens dos Açores, uma das formações vegetais mais raras e valiosas, dominada por formações endémicas de cedro-do-mato (Juniperus brevifolia) onde ocorre uma grande diversidade de espécies,  muitas das quais também endemismos, como a uva-da-serra (Vaccinium cylindraceum), o azevinho (Ilex azorica), a urze (Erica azorica) e o louro-da-terra (Laurus azorica). Destaca-se também a presença de espécies raras da flora endémica como a angélica (Angelica lignescens), o trovisco-macho (Euphorbia stygiana subsp. stygiana), a labaça-das-ilhas (Rumex azoricus), a cabaceira (Pericallis malvifolia), a alfacinha (Lactuca watsoniana) e a escabiosa (Scabiosa nitens). Inúmeros musgos crescem sobre os troncos, revestindo-os e deles pendendo, ou cobrem o solo encharcado formando um complexo de zonas húmidas onde ocorrem turfeiras dominadas por Sphagnum sp, incluindo espessas camadas de Sphagnum que revestem as falésias. 
Na fauna, salientam-se as aves residentes como o queimado ou milhafre (Buteo buteo rothschildi), o pombo-torcaz-dos-Açores (Columba palumbus azorica), o melro (Turdus merula azorensis), o pisco-de-peito-ruivo (Erithacus rubecula rubecula), o tentilhão (Fringilla coelebs moreletti), a toutinegra dos Açores (Sylvia atricapilla atlantis), a alvéola (Motacilla cinerea patriciae), a estrelinha (Regulus regulus inermis), e e algumas espécies cinegéticas, como a galinhola (Scolopax rusticola) e a narceja-comum (Gallinago gallinago).
Os flancos do vulcão estão cobertos por campos agrícolas e pastagens. Os Açores são famosos pela produção de queijo e outros laticínios, oriunda do gado bovino, que foi trazido pelos colonos no século XV. É possível percorrer sectores desta área protegida realizando os trilhos Mistérios Negros (PRC01TER) e Serreta (PRC03TER). O Centro de Interpretação da Serra de Santa Bárbara, localizado no flanco sul do Vulcão junto à estrada de acesso, dispõe de diversa informação alusiva ao património natural da ilha Terceira e disponibiliza informação ao visitante para a descoberta do Parque Natural da Terceira e conhecer o seu processo de formação e evolução geomorfológica da ilha, permitindo uma melhor compreensão da bio e geodiversidade local.

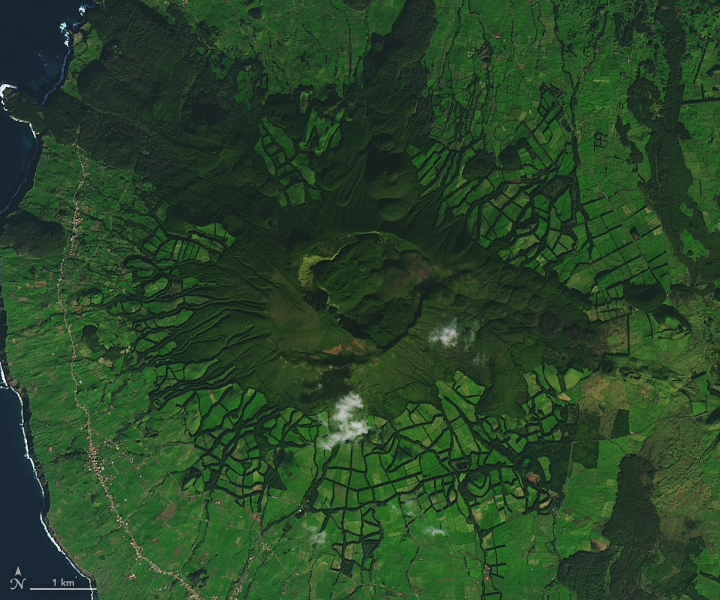
Serra de Santa Bárbara, Terceira, 2020. No centro do edifício vulcânico observa-se uma dupla caldeira, que se formou a partir de colapsos do cume há e anos. Em torno do cone, mas particularmente no flanco noroeste estão presentes gigantescos domos lávicos e coulées de traquito formadas por erupções no período pós-colapso. No extremo oeste é visível o grande delta lávico da Ponta da Serreta, formado pela entrada no mar de uma poderosa coulée traquítica. Também são visíveis os pequenos domos lávicos que se formaram no flanco oriental na erupção de abril de 1761, a última erupção vulcânica ocorrida em terra na ilha Terceira.

### Estrada de acesso, miradouro e centro de telecomunicações
Estrada de acesso
A estrada de acesso ao topo da Serra de Santa Bárbara tem 5 550 m de extensão total entre o entroncamento com Estrada Regional 5-2.ª (Doze Ribeiras - Pico da Bagacina), aos  480 m de altitude, e o Miradouro da Serra de Santa Bárbara, no topo da serra, aos 1 021 m de altitude. O primeiro troço desta via, entre o entroncamento com a ER e a antiga Estação de Feixes Hertzianos do Pico das Nove, aos 550 m de altitude, tem 1 090 m de extensão e foi construído em 1957 para acesso àquela estação de telecomunicações de «cabos hertzianos» da «Rede Radioeléctrica Interinsular dos Açores», então operada pela Administração-Geral dos Correios, Telégrafos e Telefones. O segundo troço, numa extensão de 4 460 m, uma obra de grande complexidade técnica dado o declive a vencer, foi construída pela Administração Florestal de Angra do Heroísmo entre 1969 e 1971, tendo ficado concluída no verão deste último ano. Presentemente os últimos 340 m de estrada, no topo da serra, estão com trânsito condicionado, tendo ali sido construído um parque de estacionamento e um passadiço em madeira de acesso ao miradouro.
Miradouro da Serra de Santa Bárbara
No topo da Serra de Santa Bárbara, nas imediações do marco geodésico que assinala o ponto mais alto da ilha, situa-se o Miradouro da Serra de Santa Bárbara, reconhecido pela amplidão de vistas,
permitindo apreciar uma boa parte do Parque Natural da Terceira, assim como a paisagem natural pristina da floresta-de-nuvens dos Açores, uma das formações vegetais mais raras e valiosas da Macaronésia. Permite também contemplar uma boa parte da ilha, assim como avistar outras ilhas do Grupo Central. O miradouro foi construído em 1971, sendo inaugurado por uma vista de Marcelo Caetano aquando da Cimeira dos Açores, em 14 de dezembro daquele ano, recebendo nessa altura o nome de «Miradouro Marcelo Caetano», nome que foi mudado para «Miradouro da Serra de Santa Bárbara» após a Revolução dos Cravos. Em dezembro de 2023 foi inaugurada uma obra de requalificação do miradouro que incluiu a criação de um conjunto de infraestruturas de apoio à visitação, designadamente de uma zona de chegada e de estacionamento, a partir do qual se tem acesso a dois passadiços em madeira, um a sul, com uma extensão de 324 metros, e outro a norte, com 245 metros de cumprimento, ao longo dos quais são disponibilizadas várias zonas de contemplação e miradouros, que possibilitam o uso ordenado desta área protegida, e a partir dos quais se pode beneficiar de uma vista privilegiada sobre uma grande extensão da costa sul da ilha Terceira, bem como sobre as turfeiras de esfagno e manchas de Laurissilva dos Açores, presentes no interior da cratera.
Centro de telecomunicações e radar meteorológico
No topo da Serra está instalado o principal centro de comunicações hertzianas da ilha Terceira, com emissores de televisão, rádio e das telecomunicações privativas de diversos serviços e entidades, incluindo as polícias, o Serviço Regional de Proteção Civil e Bombeiros dos Açores e o Serviço Municipal de Proteção Civil de Angra do Heroísmo. 
O primeiro emissor de televisão em língua portuguesa a funcionar na ilha Terceira (a primeira emissão televisiva foi da estação norte-americana das Lajes), da RTP Açores, foi instalado em 1975 no topo da Serra de Santa Bárbara, ao lado do miradouro, emitindo no canal 9 (frequência dos 203,25 MHz, PAL B/G), com uma potência de 115 kW de potência aparente radiada. Destinava-se a cobrir as ilhas Terceira, Graciosa e São Jorge, servido de elo na cadeia que ligava os estúdios da RTP Açores em Ponta Delgada aos estúdios em Angra do Heroísmo e permitindo posteriormente o abastecimento de sinal para os emissores das restantes ilhas dos Grupos Central e Ocidental (neste último Grupo a televisão só chegou em 1988) e a ligação aos estúdios da Horta (via centro emissor do Cabeço Gordo, ilha do Faial). A primeira torre de suporte das antenas foi destruída por uma tempestade em 1977, levando a um prolongado período de suspensão das emissões fora a ilha de São Miguel. Posteriormente, em 2011, foi adicionado um emissor destinado à RTP2, a funcionar no canal 21 (303,25 MHz, PAL B/G). Entretanto estes emissores foram substituídos por um emissor de televisão digital terrestre (TDT), a funcionar no canal 45 (662-670 MHz) com uma potência aparente radiada de 3160,1 W.
A RDP Açores operou durante muitos anos um emissor de onda média, do canal Antena 1 Açores, a operar nos 693 kHz, em AM, com 10 kW de potência (mas com potência efetivamente utilizada de 3 kW), e em paralelo nos 90,5 MHz, 35 kW, em FM. A emissão em AM está inativa desde 2015 devido à queda da torre que lhe servia de antena. Na mesma torre está instalada a antena da RDP Antena 2, a transmitir em 98,9 MHz, FM, com 35 kW de potência, e a RDP Antena 3, a transmitir em 103,0 MHz, FM, com 30 kW de potência. Têm igualmente emissores de FM no topo da Serra de Santa Bárbara as seguintes rádios locais: Rádio Clube de Angra, 101,1 MHz, 400 W; Rádio Horizonte, 104,4 MHz, 1 kW; Canal FM - São Jorge, 100,5 MHz, 500 W; e TOP FM - Praia da Vitória, 106,6 MHz, 1 kW.
Estação de Feixes Hertzianos do Pico das Nove
A Estação de Feixes Hertzianos do Pico das Nove, situada no Pico das Nove, aos 550 m de altitude, foi construída em 1957 como estação de telecomunicações de «cabos hertzianos» da «Rede Radioeléctrica Interinsular dos Açores», então operada pela Administração-Geral dos Correios, Telégrafos e Telefones. Com a perda do cabo submarino instalado em 1893, que ligava a Terceira ao Pico, e que na realidade nunca funcionou como esperado, cedo se procurou uma alternativa para as comunicações telegráficas entre a ilha e o exterior. Inicialmente servida por uma estação em Angra e depois pela Estação Radiotelegráfica das Faleiras, na Vila de São Sebastião, o sistema não permitia chamadas telefónicas, ficando a comunicação restrita ao envio e receção de telegramas. A introdução de ligações telefónicas para fora da ilha apenas foi conseguida nos finais da década de 1950, com a criação da «Rede Radioeléctrica Interinsular dos Açores», cujo primeiro troço, inaugurado em 1957, ligava a Estação de Feixes Hertzianos do Pico das Nove à Estação de Feixes Hertzianos do Pico da Barrosa, na ilha de São Miguel, e à estação dos correios de Angra, via um repetidor passivo situado no edifício do Observatório Meteorológico José Agostinho. No ano seguinte foi instalado um feixe entre a Estação do Pico das Nove e o Faial, via um repetidor instalado no Terreiro da Macela, na ilha de São Jorge. Seguiram-se ligações para a ilha Graciosa e para São Jorge, via Pico das Nove, e a instalação da Estação de Feixes Hertzianos da Serra da Ribeirinha, com ligação à estação das Sete Cidades (ilha de São Miguel). O sistema foi abandonado com a instalação do anel de cabos submarinos óticos interilhas, em exploração desde 1998. Estes cabos, fabricados pela Norddeutsche Seekabelwerke e lançados pelo navio Teneo, ainda se encontram em serviço.
Radar meteorológico
Também naquela zona foi instalado em 1988, pela US Air Force, um equipamento NEXRAD que permitiu melhorar a previsão do tempo no Grupo Central e melhorar a segurança na utilização da Base Aérea das Lajes pelo tráfego aéreo militar e civl. Devido à obsolescência do equipamento, foi desativado definitivamente em junho de 2016, com a retirada completa das infraestruturas americanas da USAF da Serra de Santa Bárbara. Em novembro de 2017, a USAF cedeu ao Instituto Português do Mar e da Atmosfera (IPMA) a torre do radar, acesso aos sistemas de energia e redes de telecomunicações públicas, tendo o Governo dos Açores arrendado por um preço simbólico o terreno. Na sequência dessa cedência, o equipamento norte-americano foi substituído por um radar meteorológico de efeito Doppler da banda C, com tecnologia de polarização dupla, da rede do IPMA, encomendado à firma finlandesa Vaisala e inaugurado a 12 de setembro de 2020.
Vértices geodésicos
Na periferia da Serra de Santa Bárbara estão instalados diversos marcos geodésicos, nomeadamente: (1) um vértice geodésico no ponto mais elevado da montanha (1021 m), com as coordenadas geodésicas (elipsoide GRS80) 38º 43' 47,286869" N e 27º 19' 10,482037" W e uma altitude ortométrica de 1022,642 m (topo) e 1020,642 m (base); (2) Serra Alta das Doze, com as coordenadas 38º 44' 10,800324" N e 27º 19' 56,368541" W e uma altitude ortométrica de 963,026 m (topo) e 960,626 m (base); e (3) Pico Rachado com as coordenadas 38º 45' 22,089484" N e 27º 18' 36,390216" W e uma altitude ortométrica de 828,044 m (topo) e 826,844 m (base). Estes marcos, particularmente os últimos dois, estão instalados em áreas de vegetação natural e no topo de encostas com elevado declive e sem qualquer acesso, mesmo pedonal, tendo exigido o transporte dos materiais às costas e uma complexa operação de construção.

## Galeria

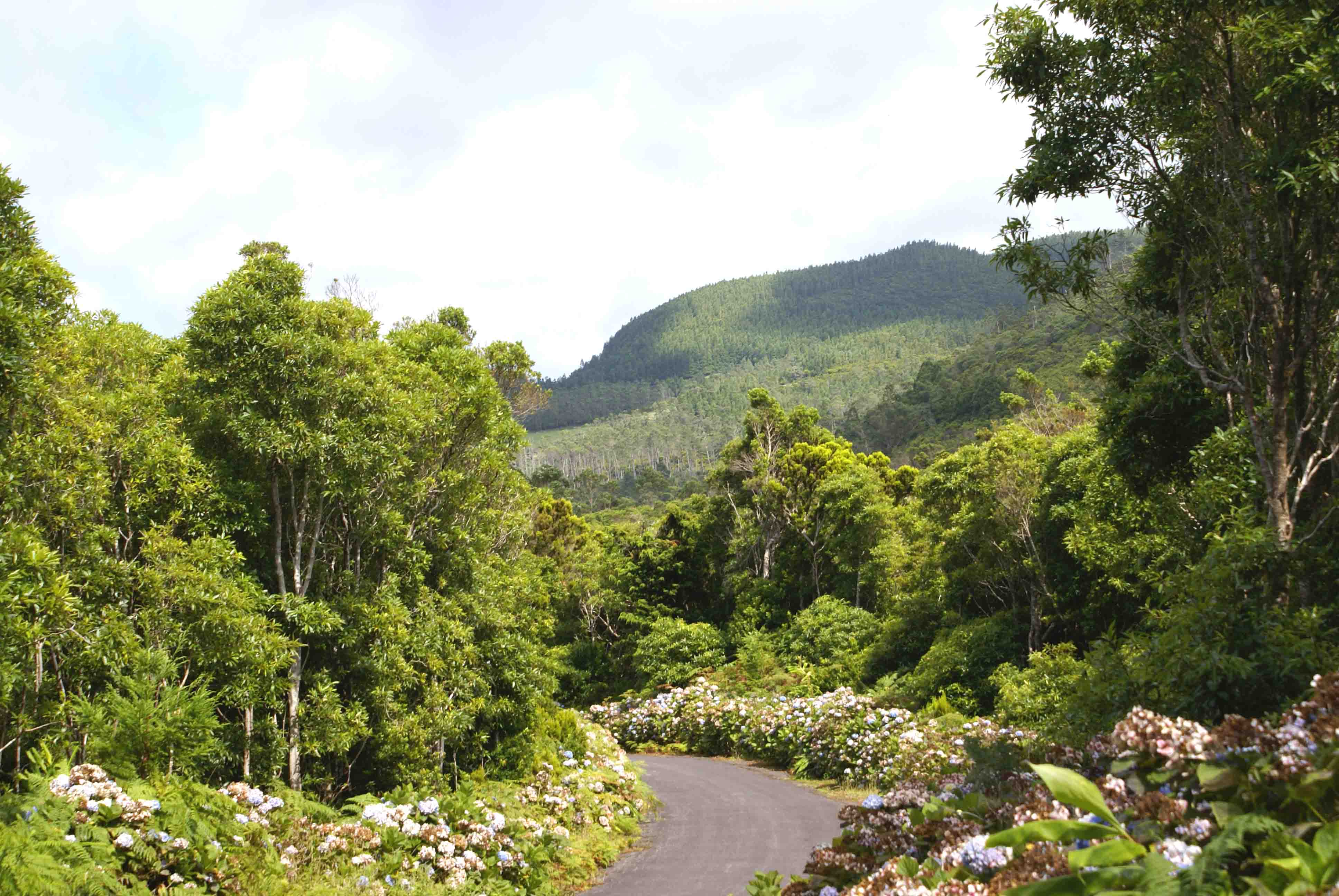
Contrafortes da Serra de Santa Bárbara
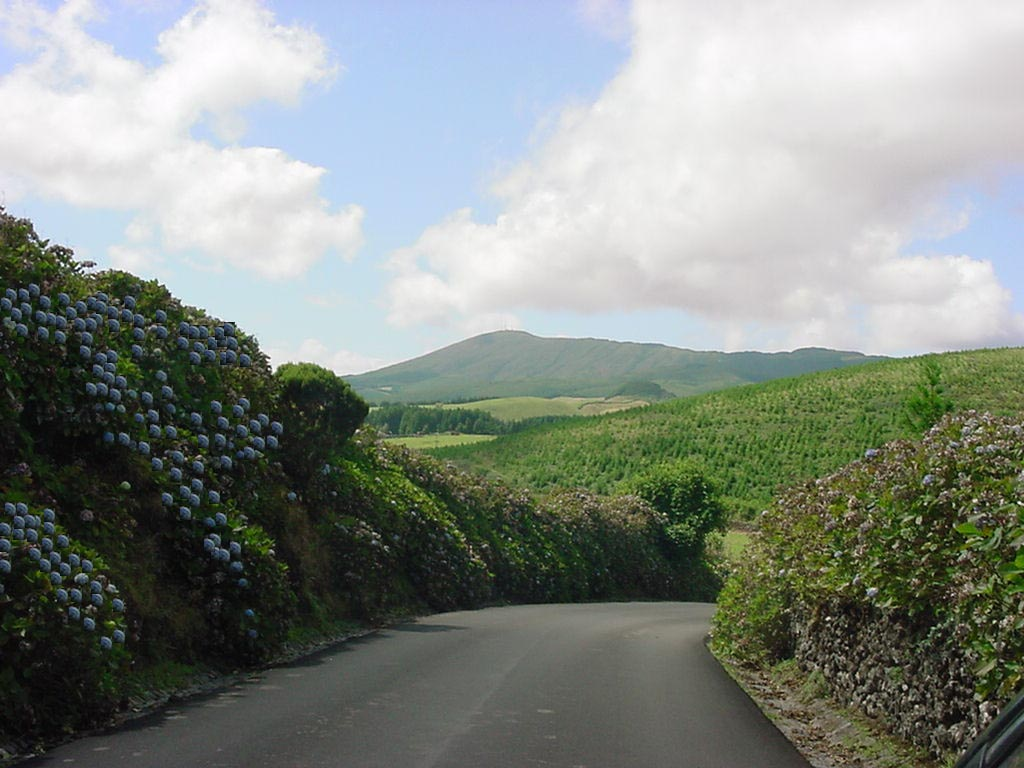
Estradas da Terceira, Serra de Santa Bárbara ao fundo
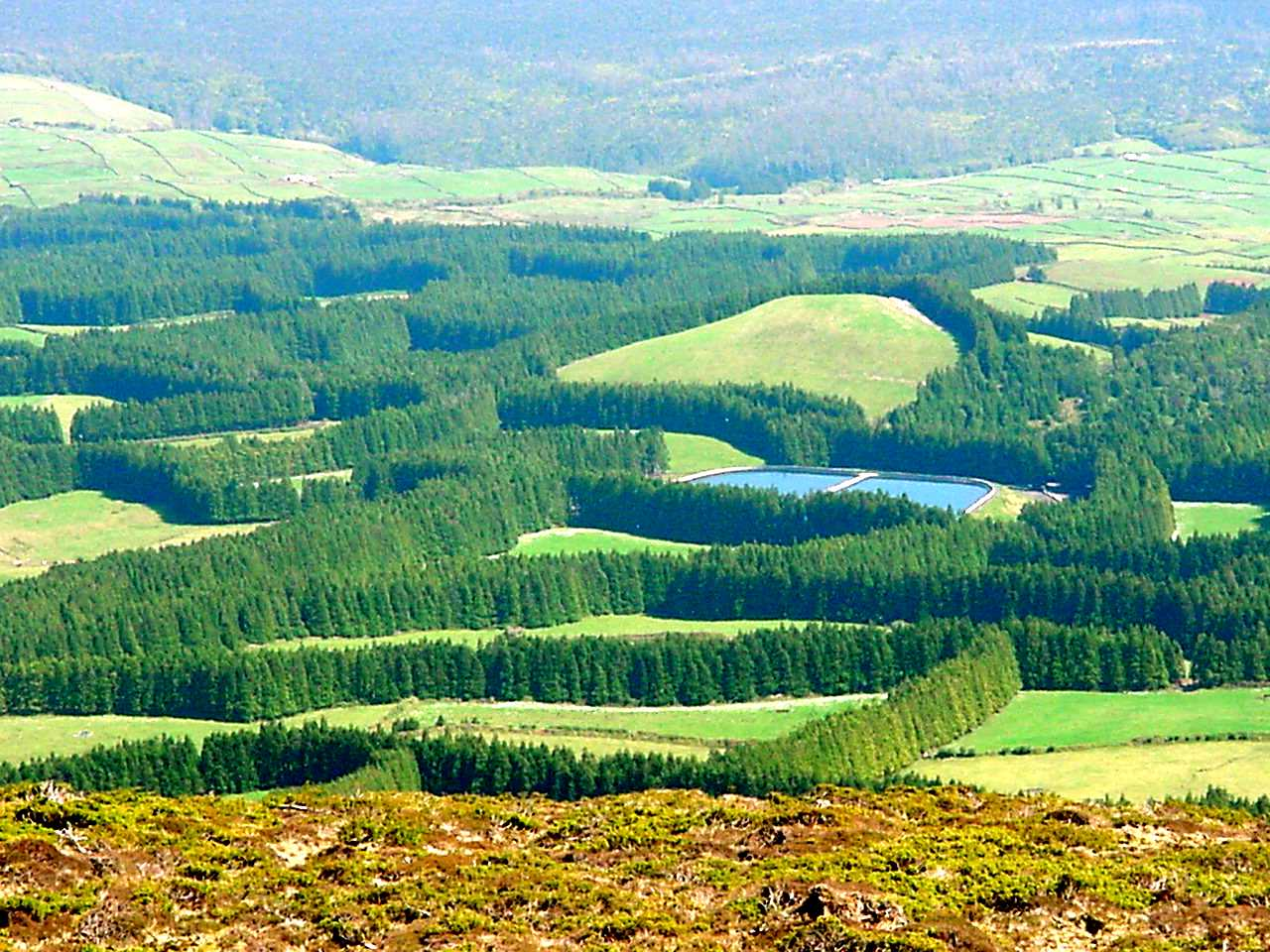
Vista da Serra de Santa Bárbara.
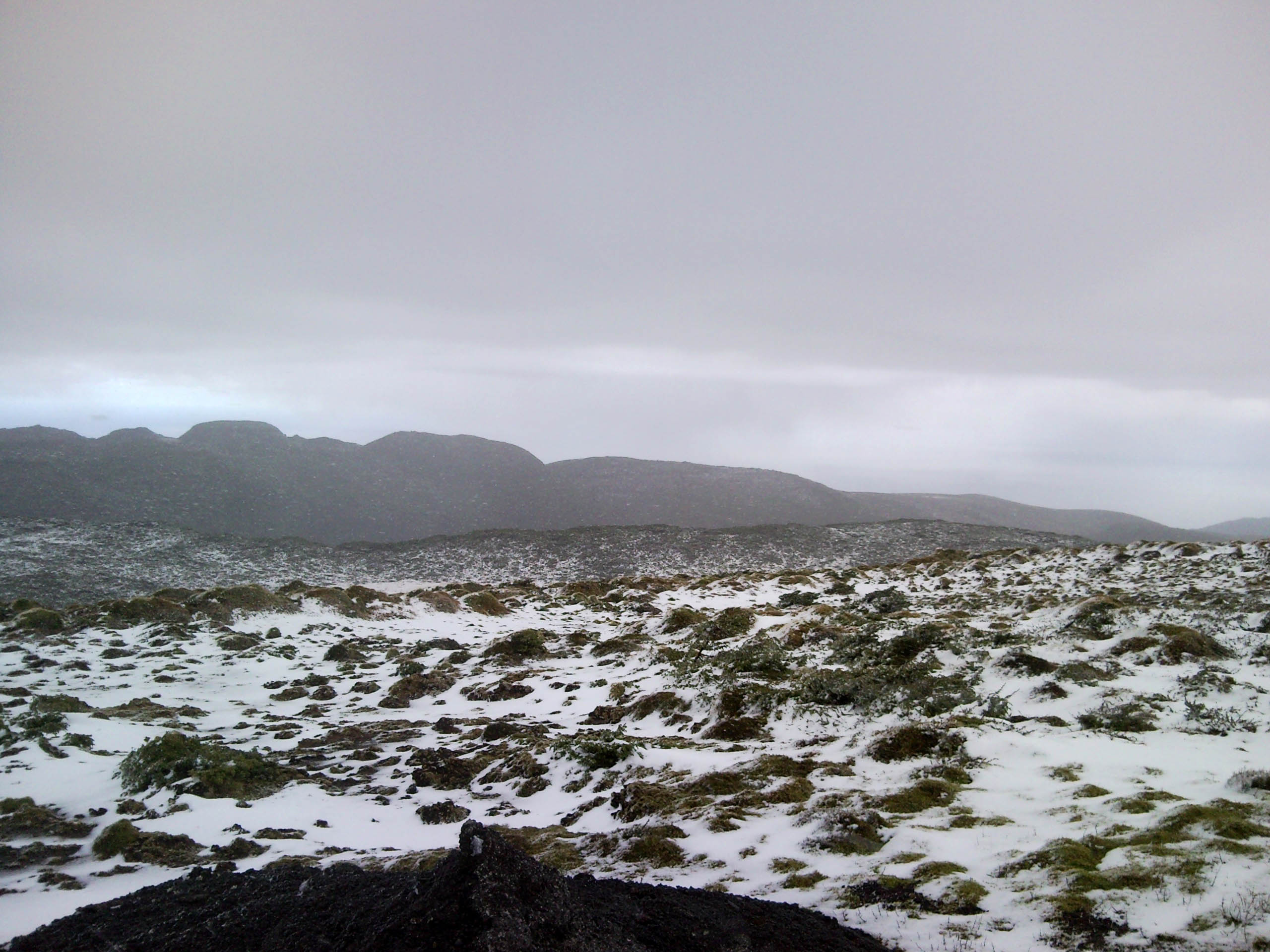
Nevão na Serra de Santa Bárbara, Inverno de 2010.
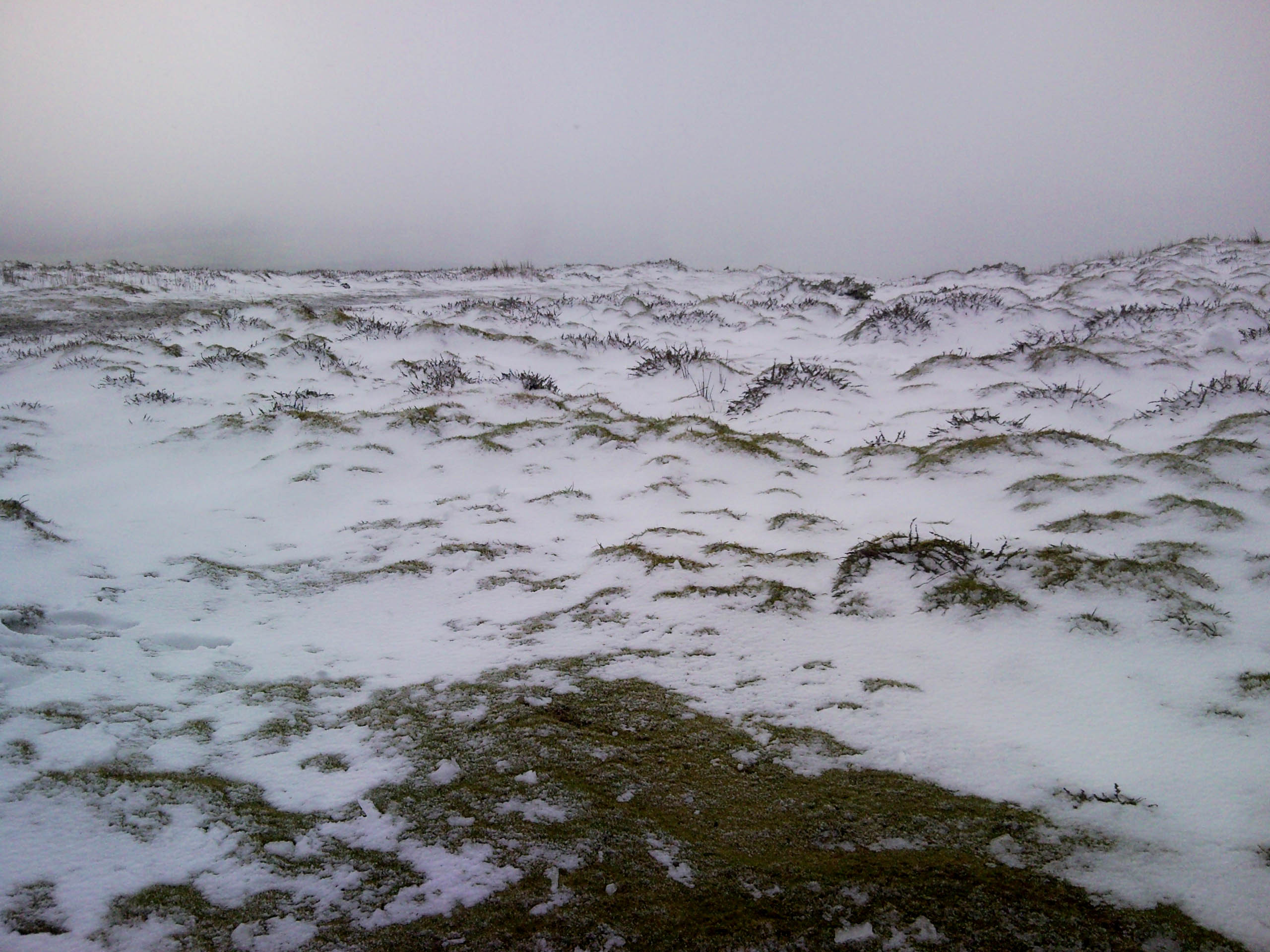
Nevão na Serra de Santa Bárbara, Inverno de 2010.
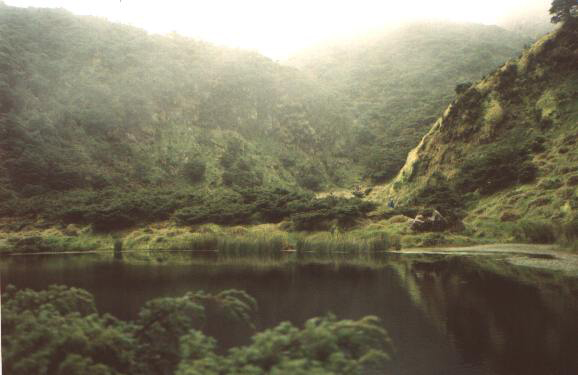
Serra de Santa Bárbara: Lagoa Negra, interior da caldeira.